# 约翰·A·霍夫曼
约翰·A·霍夫曼（英語：John Hoffman；1965年1月17日—），美国政治家，明尼苏达州参议员，明尼苏达民主—农民—劳工党（DFL）的成员。他代表该州第34区， 该区包括了明尼阿波利斯-聖保羅都會区内的安诺卡县和亨内平县。
他与他的妻子，和梅麗莎·霍特曼与其丈夫，在2025年明尼蘇達州州議員遇刺案被作为刺杀目标。霍夫曼和他的妻子因此住院治疗，而霍特曼和她的丈夫并没有存活下来。

## 生涯

### 早期生涯
霍夫曼于1965年1月17日出生于怀俄明州卡斯珀。 在当选为明尼苏达州立法机关的议员前，他从2005年开始担任阿诺卡-亨内平学区的董事会成员。
此前，霍夫曼曾担任联邦机构协调委员会成员，负责协助和指导内阁成员，应对0至8岁儿童的问题，尤其是有特殊医疗保健需求的儿童。

### 明尼苏达州参议员
霍夫曼于2012年首次当选为代表明尼苏达第36区的州参议员，击败了时任议员本杰明·克鲁斯。霍夫曼于 2016年、2020年和 2022年再次当选。由于选区重新，他于2022年当选为第34区的代表。霍夫曼于2017年至2020年担任少数党党鞭，目前担任人权委员会主席服务委员会。

## 被企图暗杀
2025年6月14日，一名男子尝试在霍夫曼和他的妻子伊薇特的家中枪杀他们，而后两人均住院治疗。同一名男子也枪杀了明尼苏达州众议员梅麗莎·霍特曼和其丈夫。
据报道，在6月15日，他的妻子伊薇特的病情尚“不清楚”。枪击案的嫌疑人，57岁的万斯·路德·博尔特（Vance Luther Boelter）于同一天被逮捕。
6月16日，明尼苏达州地区检察官约瑟夫·H·汤普森在新闻发布会上，宣布了博尔特被捕的消息以及对其提出的指控。
6月19日，霍夫曼和其妻子发表了一份联合声明，详细说明了这次暗杀的企图。